# Muzej umetnosti, São Paulo
Muzej umetnosti (portugalsko Museu de Arte de São Paulo ali MASP) je muzej umetnosti v Braziliji, ki stoji ob aveniji Paulista v São Paulu. Obsega 10.000 m² površin. Leta 2009 ga je obiskalo 679.019 tisoč obiskovalcev. Sedež muzeja, ki je bil zasnovan leta 1968, je poznan po dveh velikih kovinskih nosilcih nad 74 metrov prostostoječim prostorom ter strukturi iz betona in stekla, ki kot visi v zraku. Zaradi njegovega izgleda je ena izmed atrakcij Sao Paula ter glavni predstavnik moderne brazilske arhitekture. Objekt je zasnovala Lina Bo Bardi.
Muzej sta leta 1947 ustanovila Assis Chateaubriand in Pietro Maria Bardi in je neprofitna ustanova. MASP se je odlikoval s svojo vključenostjo v številne pomembne pobude v zvezi z muzeologijo in umetnostno vzgojo v Braziliji, pa tudi s svojo pionirsko vlogo kulturnega središča. Bil je tudi prvi brazilski muzej, ki je prikazoval umetnost po drugi svetovni vojni.
Muzej je mednarodno priznan po svoji zbirki evropske umetnosti, ki velja za eno najboljših v Latinski Ameriki in na južni polobli. Hrani tudi pomembno zbirko brazilske umetnosti, grafik in risb, pa tudi manjše zbirke afriške in azijske umetnosti, starin, dekorativne umetnosti in drugih, ki obsegajo več kot 8000 kosov. MASP vsebuje tudi eno največjih umetniških knjižnic v državi. Brazilski inštitut za zgodovino in umetnost je celotno zbirko uvrstil na seznam brazilske nacionalne dediščine.

## Zgodovina

### Splošni kontekst
Konec 1940-ih je brazilsko gospodarstvo doživljalo velike strukturne spremembe, ki so bile posledica pospešene industrializacije. Mesto São Paulo se je nato uveljavilo kot najpomembnejše industrijsko središče v državi. Pred tem je vlogo São Paula v moderni umetnosti zaznamoval Teden moderne umetnosti leta 1922. Kljub pomenu, ki ga je imel ta dogodek v 1920-ih, modernizem v naslednjih desetletjih ni pritegnil veliko pozornosti mestnih prebivalcev in institucij. V São Paulu je bil samo en muzej umetnosti, Pinacoteca do Estado, posvečen izključno akademski umetnosti in komercialna galerija.
Assis Chateaubriand, ustanovitelj in lastnik Diários Associados ali Associated Daily Press, največjega medijskega in tiskovnega konglomerata v Braziliji v tistem času, je bil eden najvplivnejših posameznikov tega obdobja. V poznih 1940-ih je Chateaubriand začel kampanjo za pridobitev mojstrovin za oblikovanje mednarodne umetniške zbirke v Braziliji. Muzej je nameraval gostiti v Riu de Janeiru, vendar je na koncu izbral São Paulo, kjer je verjel, da bo lažje zbrati potrebna sredstva, saj je to mesto uživalo v zelo cvetočem trenutku. Istočasno je na evropski umetniški trg močno vplival konec druge svetovne vojne, kar je omogočilo nakup likovnih del po razumnih cenah.
S pomočjo Pietra Marie Bardija, italijanskega profesorja, kritika, trgovca z umetninami in nekdanjega lastnika galerij v Milanu in Rimu, je Chateaubriand ustvaril Muzej klasične in moderne umetnosti. Čeprav je sprva načrtoval, da bo projekt vodil le eno leto, mu je Bardi posvetil preostanek življenja. V Brazilijo se je preselil skupaj z ženo, arhitektko Lino Bo Bardi, in s seboj prinesel svojo knjižnico in svojo zasebno umetniško zbirko.

### Začetki (1947–1957)
Muzej je bil slovesno odprt in za javnost odprt 2. oktobra 1947, v njem pa so bile na ogled prve pridobitve, med njimi Picassova in Rembrandtova platna. V teh prvih letih delovanja je bil muzej v zgornjih nadstropjih sedeža Diarios Associados v soseski Centro v São Paulu. Arhitektka Lina Bo Bardi je bila zadolžena za prilagoditev stavbe potrebam muzeja in jo razdelila na štiri ločene prostore: umetniško galerijo, didaktično razstavišče o zgodovini umetnosti, prostor za začasno razstavo in avditorij.
MASP je bil prvi brazilski muzej umetnosti, ki se je zanimal za nakup del sodobne umetnosti. Muzej je hitro postal stičišče umetnikov, študentov in intelektualcev, ki jih ni pritegnil le njegov fond, temveč tudi delavnice in umetniški tečaji, ki jih je ponujal.
V 1950-ih je muzej ustanovil Inštitut za sodobno umetnost (ponuja delavnice gravure, risanja, slikanja, kiparstva, plesa in industrijskega oblikovanja), Šolo za reklamiranje (zdaj Višja šola za propagando in marketing), ki organizira debate o filmu in literature ter ustanovitev mladinskega orkestra in baletne skupine. Tečaje so pogosto vodila pomembna imena brazilske umetniške scene, kot so slikarja Lasar Segall in Roberto Sambonet, arhitekta Gian Carlo Palanti in Lina Bo Bardi, kipar August Zamoyski in filmski tehnik Alberto Cavalcanti.
Hkrati s širitvijo izobraževalnega programa je muzej razširil svojo zbirko in postal mednarodno prepoznaven. Med letoma 1953 in 1957 je izbor 100 mojstrovin, ki jih hrani muzej, potoval po evropskih muzejih, kot sta Musée de l'Orangerie (Pariz) in galerija Tate (London), v seriji razstav, organiziranih z namenom konsolidacije zbirke. Leta 1957 je bila zbirka razstavljena tudi v ZDA v Metropolitanskem muzeju umetnosti v New Yorku in v Muzeju umetnosti Toledo. Naslednje leto so bili fondi MASP razstavljeni na drugih brazilskih prizoriščih, kot je Narodni muzej lepih umetnosti, Rio de Janeiro. S tem se je muzej uveljavil na svetovni ravni.

### Konsolidacija muzeja
Naraščajoča rast in pomen zbirke sta kmalu zahtevala gradnjo stavbe za sedež muzeja. S tem namenom je mestna hiša São Paulo podarila zemljišče, ki ga je prej zasedal Belvedere Trianon – tradicionalno zbirališče bogatašev iz Paulistana, ki je bil porušen leta 1951 – za organizacijo prve izdaje umetniškega bienala v São Paulu. Zemljišče na aveniji Paulista je bilo podarjeno mestni hiši s pogojem, da se ohrani pogled na mestno jedro in dolino avenije Nove de Julho.
Nova stavba MASP je bila ideja Line Bo Bardi. Da bi ohranila zahtevani pogled na središče mesta, je Bardijeva idealizirala stavbo, ki visi nad tlemi, podprto s štirimi masivnimi pravokotnimi stebri iz betona. Konstrukcija velja za edinstveno na vsem svetu zaradi svoje posebnosti: glavni del stavbe stoji na štirih stranskih nosilnih stebrih, ki ustvarjajo prosto površino 74 metrov pod trajno stavbo. Novo mesto muzeja, ki je bilo zgrajeno med letoma 1956 in 1968, je 7. novembra med obiskom Brazilije slovesno odprla britanska kraljica Elizabeta II.
Assis Chateaubriand si ni mogel ogledati otvoritve nove stavbe. Umrl je pred meseci kot žrtev tromboze. Tudi medijski imperij, ki ga je razvil, se je od začetka 1960-ih soočal s težavami. Naraščajoči dolgovi in konkurenca na medijskem trgu s strani novinarskega konglomerata Roberta Marinha – so povzročili pomanjkanje sredstev, ki so omogočala rast zbirke.
Zaradi strmoglavljenja Diários Associados in smrti njegovega ustanovitelja je vlada posredovala in plačala nekatere dolgove, sklenjene s tujimi institucijami. Med vlado predsednika Juscelina Kubitscheka je Caixa Econômica Federal odobrila posojilo za izpolnitev finančnih obveznosti institucije in posojilo zavarovala s svojimi umetniškimi zbirkami. Leta kasneje, v 1970-ih, je bil dolg muzeja z brazilsko vlado dogovorjen in poplačan.
Leta 1969 je Brazilski inštitut za zgodovinsko in umetniško dediščino (IPHAN) kot odgovor na zahtevo muzeja registriral MASP-jevo imetje kot del nacionalne dediščine.
V 1970-ih je muzej zaslovel na vzhodni polobli z organizacijo številnih razstav izbranih del svoje zbirke v japonskih muzejih. Leta 1973 je bila zbirka predstavljena na ministrstvu za zunanje odnose v Brasílii. Zbirka MASP je bila ponovno predstavljena na Japonskem v letih 1978/79, 1982/83, 1990/91 in 1995. Leta 1992 so bila dela francoske šole in brazilske pokrajine razstavljena v Museo Nacional de Bellas Artes v Santiagu v Čilu in v biblioteki Luís Angel Aragón v Bogoti.
Leta 2021 so bili objavljeni načrti za izgradnjo 14-nadstropnega prizidka s podzemno povezavo do sedanje stavbe, ki naj bi bil dokončan do leta 2024.

## Stavba
- Pogled iz zraka na MASP
- Avditorij MASP
- Razstavna soba, Muzej umetnosti São Paulo
- Razstava "100 Maravilhas"

Gradnja sedanje stavbe muzeja se je začela leta 1957, stavba pa je bila slovesno odprta leta 1968. MASP slovi po svoji izjemni brutalistični strukturi in velja za eno od znamenitosti brazilske moderne arhitekture. Stavba stoji na nekdanjem mestu Belvedere Trianon na aveniji Paulista, od koder je bilo mogoče videti središče São Paula in gorovje Cantareira. José Borges de Figueiredo, investitor, ki je zemljišče prodal mestni hiši, je upravi napisal neobvezujoče pismo, v katerem je prosil, naj se ohrani kot »"javno mesto za vedno«. Medtem ko je v naslednjih letih več predlaganih projektov prezrlo njegovo željo, sta arhitektka Lina Bo Bardi in inženir José Carlos Figueiredo Ferraz končno zamislila podzemni blok in obešeno strukturo. Struktura stoji osem metrov nad tlemi, podpirajo pa jo štirje stebri, povezani z dvema ogromnima betonskima nosilcema. Prosti prostor 74 metrov med stebri je bil največji prosti razpon na svetu v tistem času. Stavba je otvorila tako imenovano tehniko zaščitenega armiranega betona v Braziliji.
V objektu, ki skupno obsega približno 10.000 kvadratnih metrov, so poleg stalnih in občasnih razstavnih prostorov še knjižnica, fotogalerija, filmska galerija, video galerija, dve dvorani, restavracija, trgovina, delavnice, upravne pisarne in tehnični prostor. Inštalacije in končna obdelava stavbe so domače, kot je opisala sama Lina Bo: »Viden beton, belilo, parket, ki pokriva veliko mestno hišo, kaljeno steklo, plastične stene. Industrijska črna gumijasta tla, ki pokrivajo notranje prostore. Belvedere je 'kvadrat'. , z rastlinami in rožami, tlakovani s paralelopipedi, po ibersko-brazilski tradiciji so tudi vodni prostori, majhna vodna zrcala z vodnimi rastlinami. […] Nisem iskala lepote svoboda«. Leta 2003 je brazilski inštitut za zgodovinsko in umetniško dediščino stavbo registriral tudi kot nacionalno dediščino.
Na muzeografskem področju je Lina Bo Bardi prav tako inovirala z uporabo plošč iz kaljenega kristala, prislonjenih na podstavke iz betonskih blokov, kot nosilce razstav za slike. Namen je posnemati položaj platna na slikarjevem stojalu, vendar ima korenine tudi v medvojnem italijanskem oblikovanju razstav. Na hrbtni strani teh nosilcev, ki se ne uporabljajo več, so bile nalepke s podatki o slikarju in delu. Paradoksalno je muzej ta model razstavljanja opustil konec 1990-ih, ko so metodo začele opažati in uveljavljati tuje institucije in umetniki.
Med letoma 1996 in 2001 se je sedanja uprava muzeja lotila obsežne in kontroverzne reforme. Kljub nepogrešljivi obnovi splošne strukture so dramatične spremembe, ki jih je izvedel arhitekt in nekdanji direktor ustanove Julio Neves, vključevale zamenjavo prvotnega nadstropja, ki si ga je zamislila Lina Bo, namestitev drugega dvigala, gradnjo tretje podzemne etaže, in zamenjavo vodnih ogledal za vrtove. Nekateri arhitekti trdijo, da je reforma povzročila globoko izkrivljanje Lininega izvirnega projekta.

## Zbirka

### Oblikovanje zbirke
Glavnina zbirke je bila sestavljena med letoma 1947 in 1960. Pietro Maria Bardi, nekdanji lastnik komercialnih galerij v Milanu in Rimu, je bil zadolžen za iskanje in izbor del, ki bi jih bilo treba pridobiti, medtem ko je Chateaubriand iskal donatorje in mecene, poskušal premamiti potencialne z banketi in razkošnimi slovesnostmi.
Te metode so bile deležne številnih kritik, kot tudi dejstvo, da je muzej pridobival umetnine brez ustrezne potrditve avtentičnosti. K temu vtisu je pripomoglo dejstvo, da je bil muzej takrat, tik po drugi svetovni vojni, eden večjih kupcev umetnin na mednarodnem trgu. Za razliko od drugih ustanov, katerih pridobitve so bile odvisne od odobritve sveta kustosov, je Muzej umetnosti São Paulo svoje predmete običajno pridobil hitro, včasih s telegramom. Umetnine so bile večinoma pridobljene pri Christie's, Marlborough, Sotheby's, Knoedler, Seligman in Wildenstein.
Konec 1960-ih se je Chateaubriandov tiskovni konglomerat soočal s težavami z naraščajočimi dolgovi in konkurenco medijskih podjetij Roberta Marinha. Finančne težave Diários Associados so povzročile upad finančnih sredstev muzeja. Posledično je muzej svojo zbirko dopolnjeval s spontanimi donacijami umetnikov, podjetij in zasebnih zbirateljev.

### Pregled zbirke
Zbirka Muzeja umetnosti São Paulo velja za največjo in obsežnejšo zbirko zahodne umetnosti v Latinski Ameriki. Med 8000 deli muzeja izstopa zbirka evropskih slik, kipov, risb, gravur in dekorativne umetnosti. Zgodnje moderne francoske in italijanske slikarske šole so široko zastopane in tvorijo glavnino zbirke, sledijo pa jim španski, portugalski, flamski, nizozemski, angleški in nemški mojstri.
Muzej hrani tudi pomembno zbirko brazilske umetnosti in brasiliane, ki prikazuje razvoj brazilske umetnosti od 17. stoletja do danes. Muzej ima tudi pomembne zbirke latinskoameriške umetnosti in severnoameriške umetnosti.
V manjšem obsegu muzejski fond vključuje reprezentativne predmete številnih obdobij in različnih nezahodnih civilizacij – kot sta afriška in azijska umetnost – in druge, ki izstopajo po svoji tehnološki, arheološki, zgodovinski in umetniški pomembnosti, kot so izbrane zbirke Egipčanske, etruščanske, grške in rimske starine, poleg drugih artefaktov predkolumbovskih kultur in srednjeveške evropske umetnosti.
Zbirka Muzeja umetnosti São Paulo vključuje največja imena mednarodne zgodovine umetnosti: van Gogh, Francisco de Goya, Henri Matisse, Pablo Picasso, Amedeo Modigliani, Giuseppe Amisani, Marc Chagall, Max Ernst, Salvador Dalí, Joan Miró, Andy Warhol, El Greco, Diego Velázquez, Mantegna, Bellini, Botticelli,  Giambattista Pittoni, Raphäel, Perugino, Tizian, Tintoretto, Guercino, Poussin, Manet, Degas, Cézanne, Monet, Renoir, Gauguin, Toulouse-Lautrec, Peter Paul Rubens, Rembrandt, Anthonis van Dyck.

## Kraja
20. decembra 2007 okoli 5.09 zjutraj so trije moški vlomili v MASP in ukradli dve sliki, ki veljata za najvrednejše v muzejski zbirki: O Lavrador de Café (Kmet kave) Cândida Portinarija in Portret Suzanne Bloch Pabla Picassa. Storilci so skupaj potrebovali le tri minute, da so uspešno izvedli rop z uporabo hidravlične dvigalke in lomne palice. Strokovnjaki za umetnost so ocenili vrednost slik na okoli 55-56 milijonov dolarjev v ameriških dolarjih. Obe deli je brazilska policija odkrila nekaj tednov po tem, ko sta bili ukradeni, 8. januarja 2008, v mestu Ferraz de Vasconcelos v širšem São Paulu. Dva osumljenca sta bila aretirana, čeprav je brazilski minister za kulturo Gilberto Gil špekuliral, da so tatovi »povezani z mednarodnimi tolpami«. Incident je bil opisan kot »velika zadrega« za muzej, ki je bila razkrita da nima »alarmnega sistema in senzorjev. Videovarnostne kamere so posnele nekaj napadov, a ker niso imele infrardeče zmogljivosti, so bile slike nejasne.« Poleg tega nobena muzejska zbirka ni bila zavarovana. Predsednik MASP, Julio Neves, je izjavil, da nimajo sredstev za financiranje sodobnega varnostnega sistema in da so se namesto tega »odločili za varnost s patruljiranjem, z ljudmi in kamerami«; obljubil je izboljšave v luči incidenta. Le dva meseca pred ropom sta »dva tatova poskušala vdreti v muzej, a sta bila opažena in sta pobegnila«, leta 2005 pa je bil MASP prisiljen začasno zapreti, »ko so mu zaradi neplačevanja računov izklopili elektriko«.